# Stará Říše
Stará Říše (en allemand : Alt Reisch) est une commune du district de Jihlava, dans la région de Vysočina, en République tchèque. Sa population s'élevait à 625 habitants en 2024.

## Géographie
Stará Říše se trouve à 11 km à l'est du centre de Telč, à 22 km à l'ouest de Třebíč, à 25 km au sud de Jihlava et à 131 km au sud-est de Prague.
La commune est limitée par Nevcehle, Pavlov et Dlouhá Brtnice au nord, par Hladov, Sedlatice, Markvartice et Rozseč à l'est, par Vápovice au sud et au sud-ouest, et par Olšany à l'ouest.

## Histoire
Stará Říše est sans aucun doute un établissement très ancien, mais la première mention écrite remonte à 1257.

## Galerie

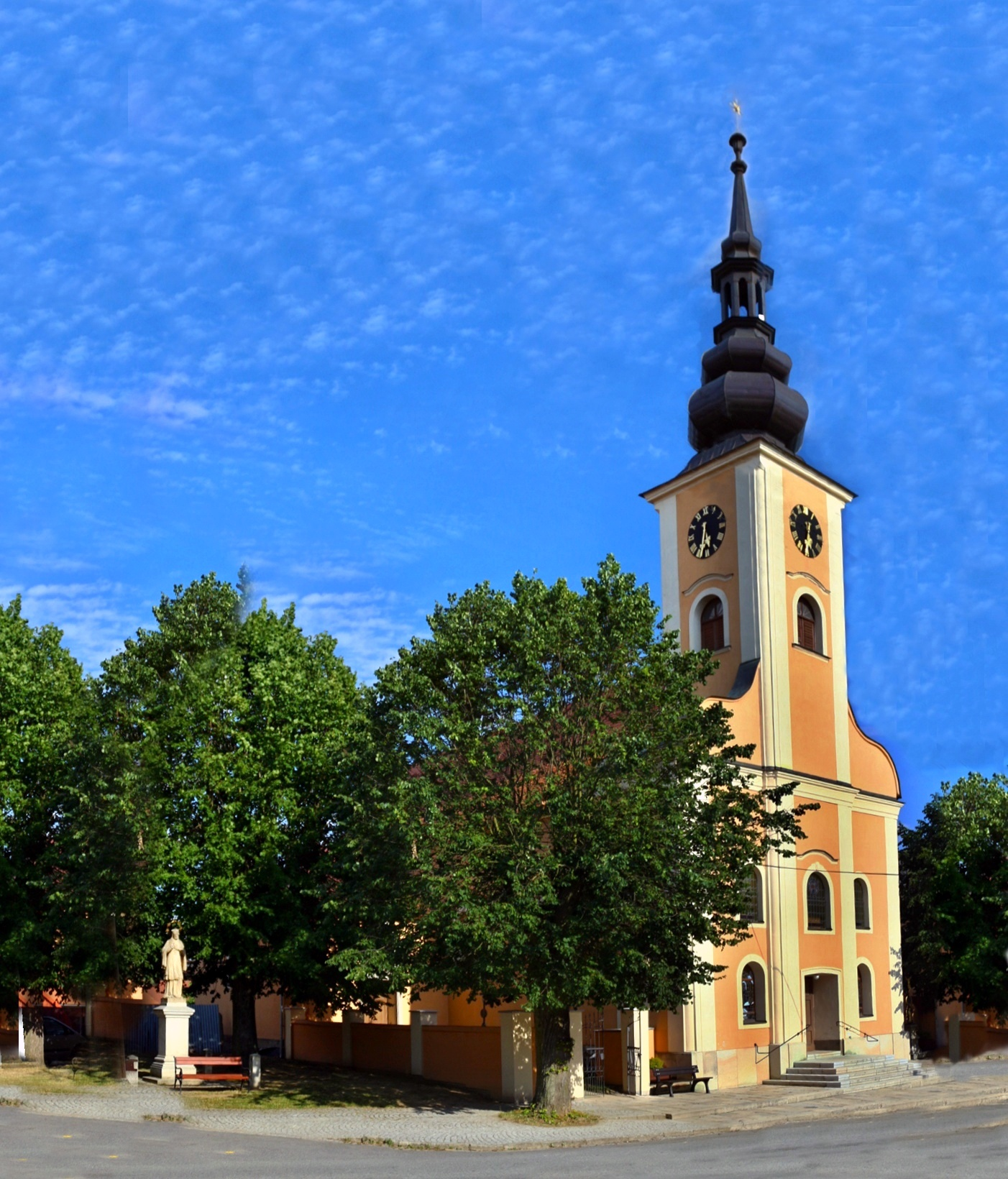
Église de Tous-les-Saints.
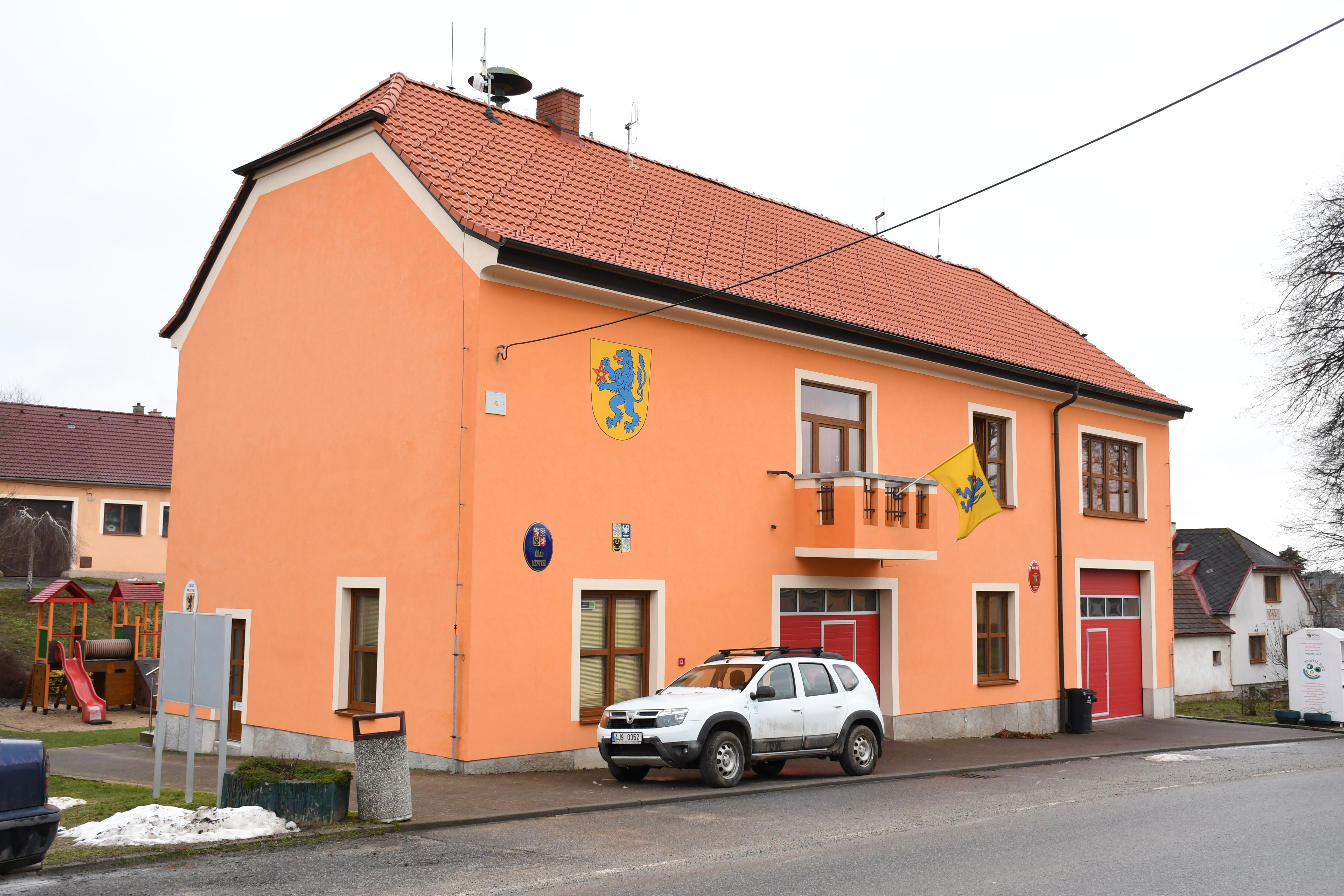
Stará-Říše : la mairie.

## Personnalité
- Josef Florian (1873-1941), prêtre et éditeur catholique.